# U-Bahn-Station Erdberg
Erdberg is een metrostation in het district Landstraße van de Oostenrijkse hoofdstad Wenen. Het station werd geopend op 6 april 1991 en wordt bediend door lijn U3. De naam dankt het station aan de vroegere voorstad Erdberg die al in de 12e eeuw in een oorkonde genoemd werd. Volgens de overlevering werd de Engelse koning Richard Leeuwenhart hier op de terugweg van de derde kruistocht aangehouden.

## Geschiedenis
Op 26 januari 1968 werd besloten om een metronet in Wenen aan te leggen met drie lijnen. De nadere uitwerking van het metronet, de U-Bahn-Netzvariante M uit 1970, omvatte een veel groter net met verlengingen die pas later zouden worden toegevoegd. Het depot van de U3 zou hierin bij Erdberg gebouwd worden haaks op het oostelijke deel van de U3 tussen St. Marx en Stadlau. Het metrostation zou ter hoogte van de parkeergarage aan de Erdbergstraße 182 komen. De plannen werden echter gewijzigd en lijn U3 werd tussen Wien Mitte en Erdberg in een vrijwel rechte lijn gelegd, terwijl het depot wel op de geplande locatie werd gerealiseerd. Het station was vanaf de opening op 6 april 1991 bijna 10 jaar lang het oostelijke eindpunt van de lijn.

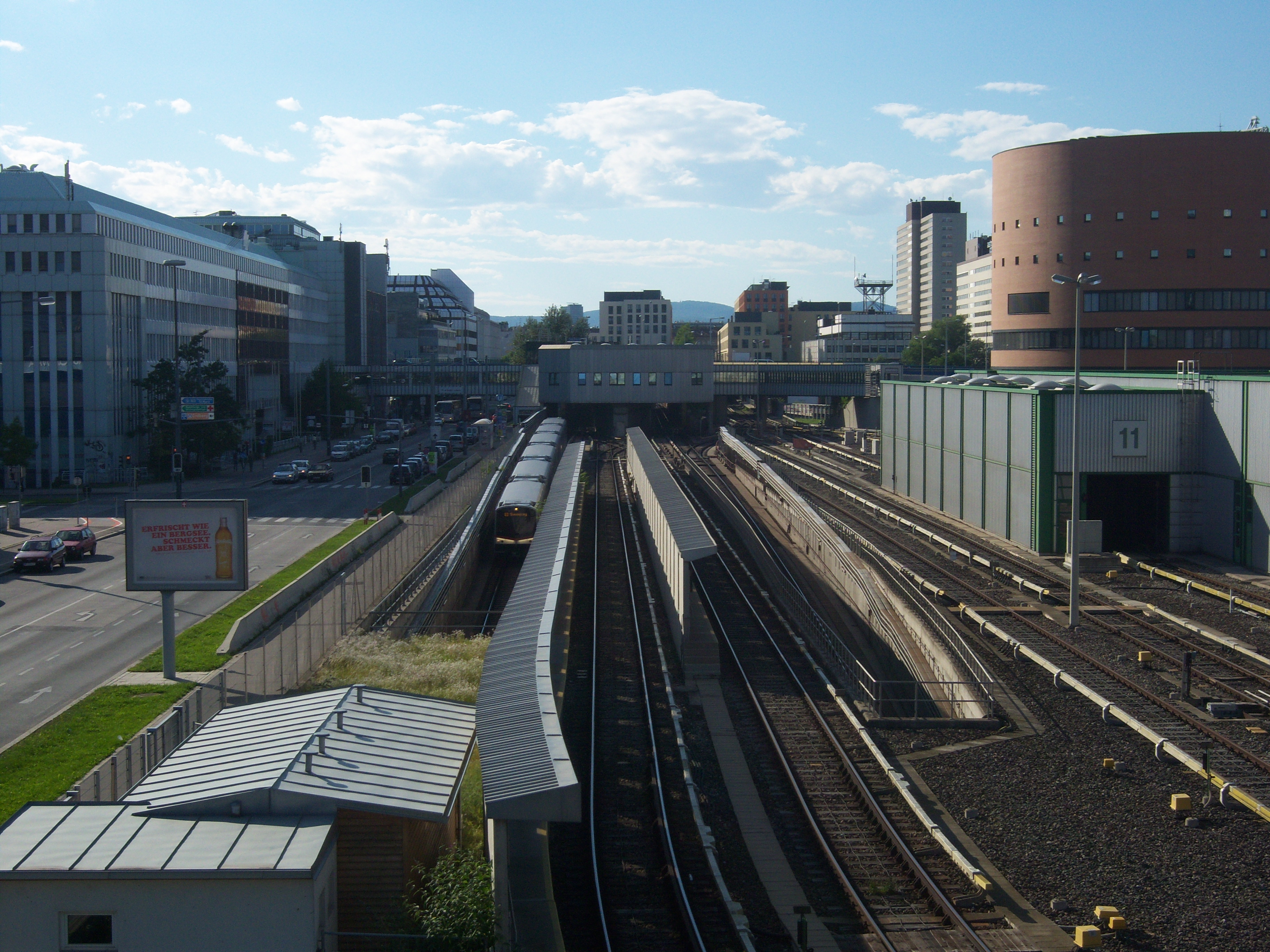
De sporen ten zuiden van het station.
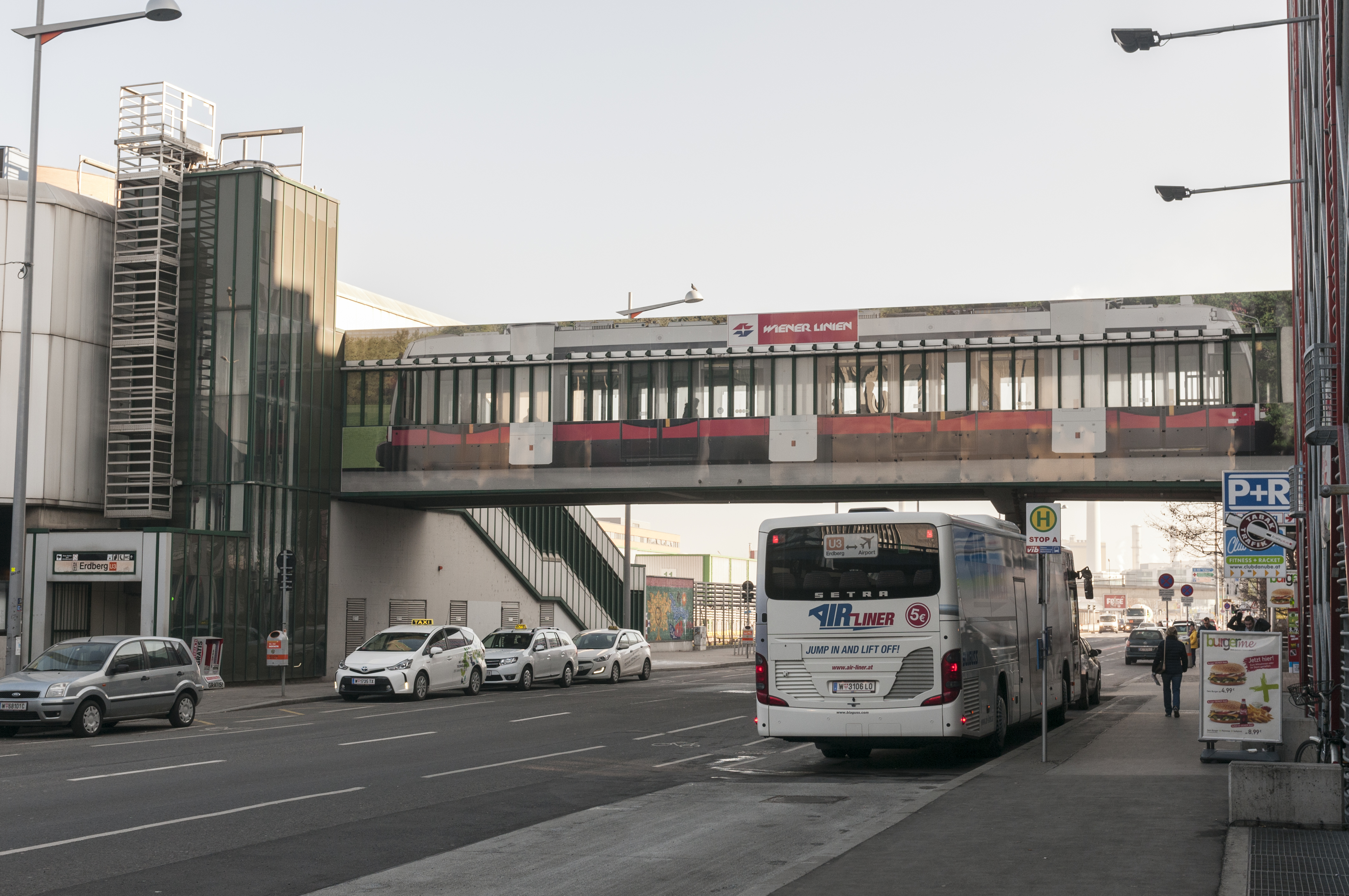
De internationale bushaltes tussen de P&R garage en het station.

## Ligging en inrichting
Het station ligt op maaiveld niveau in een loods tussen de Franzosengraben en de Nottendorfer Gasse parallel aan de Erdbergstraße. De loods met daarin de sporen en het eilandperron ligt onder de Südosttangente. Aan de stadszijde is het perron verbonden met een stationshal met toegangen bij de Nottendorfer Gasse en de Thomas-Klestil-Platz. Het andere perroneinde is er een bescheiden stationshal, hier is een overdekte trap naar de Franzosengraben en een loopbrug naar de P&R-garage. Tevens is hier sinds 1994 de klantenservice van de Wiener Linien. Beide stationshallen beschikken over liften naar de perrons en de Erdbergstraße, de Thomas-Klestil-Platz is door een hellingbaan ook rolstoeltoegankelijk. Aan de zuidkant van het perron ligt de toerit van het depot Erdberg tussen de doorgaande sporen die in een tunnel richting Simmering afdalen.
In de directe omgeving liggen het evenementencomplex Arena, het Oostenrijkse staatsarchief in de Nottendorfer Gasse, de Oostenrijkse verkeersleiding voor burgerluchtvaartösterreichische Austro Control en het internationale busstation dat door Eurolines en Flixbus bediend wordt.
Het station is buiten langs de Erdbergstraße sinds 1991 opgesierd met twee wandschilderingen van de hand van Peter Atanasov. De wandschilderingen bestaan uit handgeschilderde tegels, Stadteinwärts staat bij de toegang Nottendorfer Gasse de tegenhanger Stadtauswärts bij de Erdbergstraße. De afbeeldingen tonen rustige stadslandschappen waarin meerdere symbolen geplaatst zijn. Als verwijzing naar de metro staat op beide een gestileerde metrotunnel en een trappenhuis.

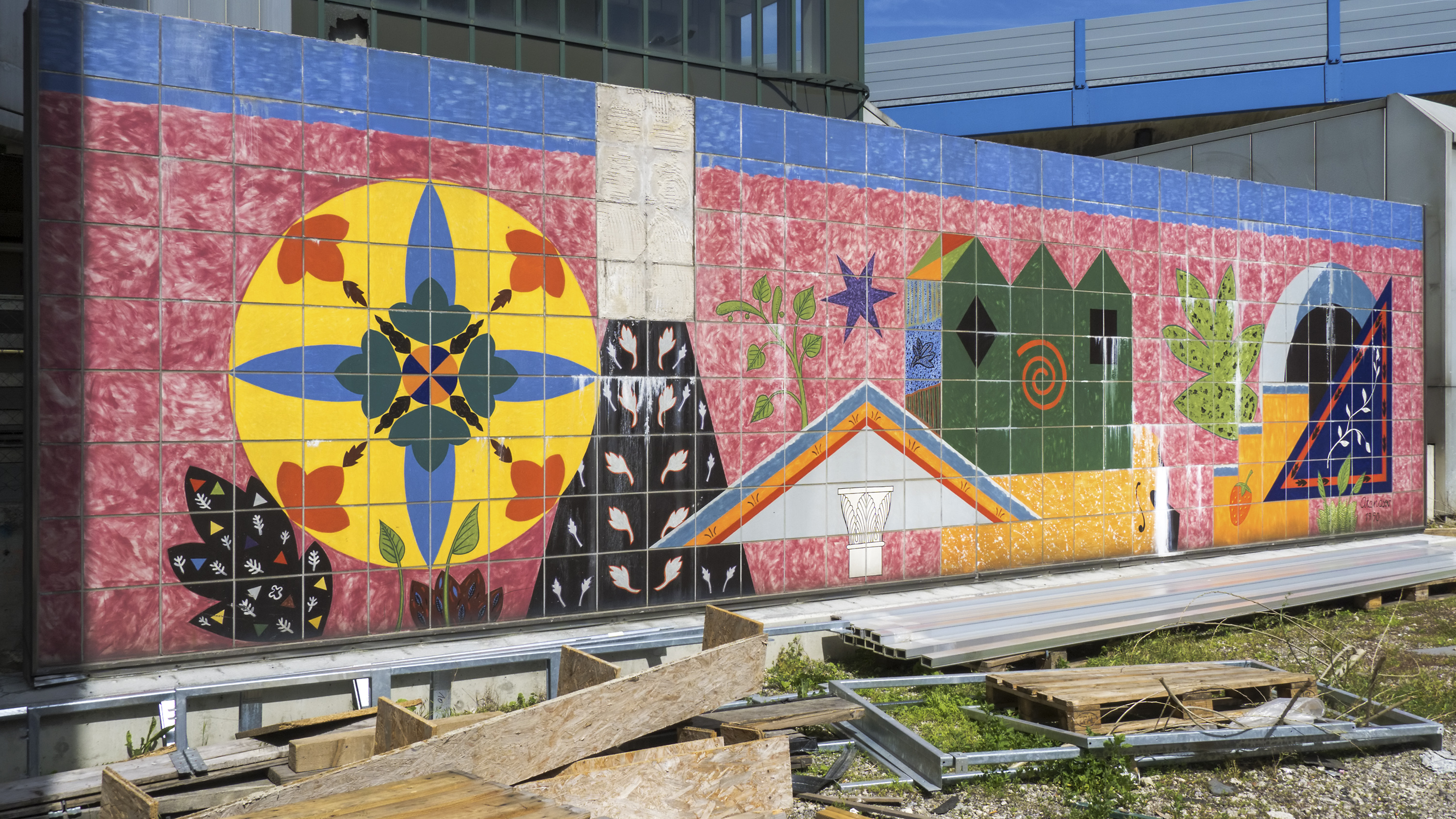
Stadteinwärts.
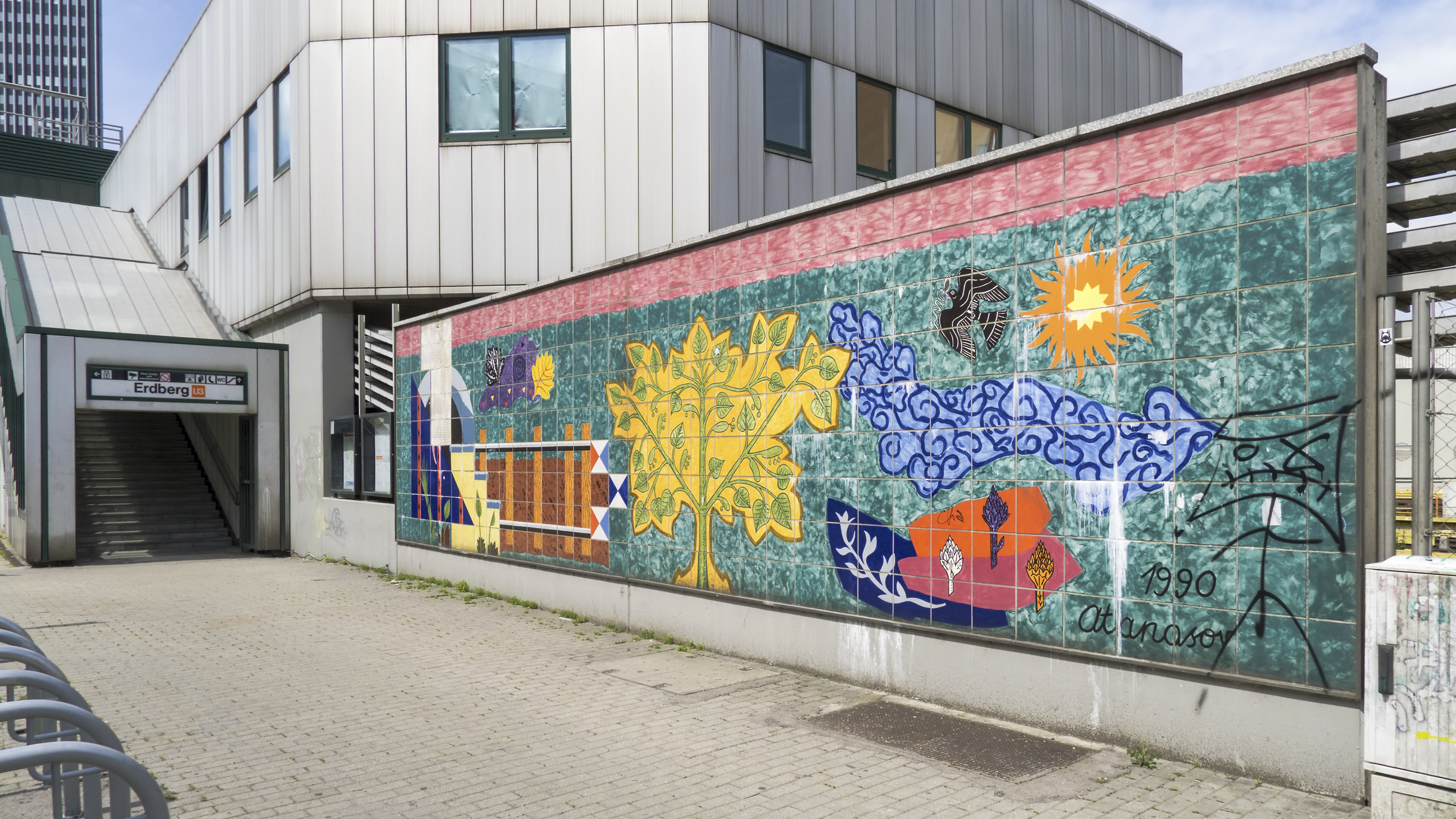
Stadtauswärts.